# Captive (film, 2012)
Pour les articles homonymes, voir Captive.
Pour plus de détails, voir Fiche technique et Distribution.
Captive est un film franco-philippin réalisé par Brillante Mendoza et sorti en 2012.
Le film, inspiré de faits réels, est en sélection officielle lors de la Berlinale 2012.

## Synopsis
Une Française travaillant comme humanitaire pour une ONG dans une île des Philippines est prise en otage avec une vingtaine de touristes par des musulmans indépendantistes.

## Fiche technique
- Titre : Captive
- Réalisation : Brillante Mendoza
- Scénario : Brillante Mendoza, Patrick Bancarel
- Production : Swift Productions, Arte France Cinéma, Center Stage Productions
- Musique : Teresa Barrozo
- Photographie : Odyssey Flores
- Montage : Yves Deschamps, Kats Serraon
- Costume : Simon Legré, Benjamin Padero
- Direction artistique : Carlo Tabije
- Costume : Deans Habal
- Production :
  - Producteur : Brillante Mendoza
  - Coproducteurs : Alex Brown, Jamie Brown, Antonio Exacoustos
  - Producteur associé : Larry Castillo
  - Producteur délégué : Didier Costet
- Pays d'origine :  France,  Philippines
- Langue : français, filipino
- Durée : 120 minutes
- Dates de sortie :
  - 12 février 2012 : Festival international de Berlin
  - 9 juin 2012 : Philippines
  - 19 septembre 2012 : France

## Distribution
- Isabelle Huppert : Thérèse Bourgoine
- Marc Zanetta : John Bernstein
- Katherine Mulville : Sophie Bernstein
- Maria Isabel Lopez : Marianne Agudo Pineda
- Mercedes Cabral (en) : Emma Policarpio
- Sid Lucero (en) : Abu Mokhif
- Kristoffer King : Jairulle
- Ronnie Lazaro (en) : Abu Azali
- Mon Confiado : Abu Omar
- Raymond Bagatsing : Abu Saiyed
- Angel Aquino : Olive Reyes
- Bernard Palanca (en): Santi Dizon
- Allan Paule : Fred Siazon
- Archie Adamos : Randy Bardone
- Jelyn Nataly Chong : Jessica Lim
- Nico Antonio : Arnulfo Reyes
- Coco Martin : Abusama
- Neil Ryan Sese (en) : Molazem
- Rustica Carpio : Soledad

## Critiques
Pour Télérama, le casting est inégal, mais l'aventure humaine est captivante, et les faits réels à l'origine du film sont restitués de la façon la plus neutre possible par le réalisateur.

## Distinctions
- 2012 : Sélection officielle Berlinale 2012